# Березанка (річка, Київська область)
Береза́нка — річка в Україні, в межах Баришівського району Київської області. Ліва притока Недри (басейн Дніпра).
Довжина 6 км, площа водозбору 52 км². Протікає лише по території Березанської міської ради. Живиться переважно атмосферними опадами, а також талим снігом. Річка немеліорована.
Колись також мала назву Мала Березанка — нижня течія річки Недра, лівою притокою якої є Березанка, у давні часи називалася Березанкою, а ця річка була менша, тож і звалася Мала Березанка. Тепер колишня Березанка є Недрою, і частинка Мала зникла із назви цієї річки.

## Екологічна ситуація на річці
Нині річка повільно зникає. Влітку часто вона пересихає, а зазвичай її русло замулене, заросле та засмічене. Тому річка щороку стає все непомітнішою, і загрожує незабаром зникнути.